# Kirjat Sanz

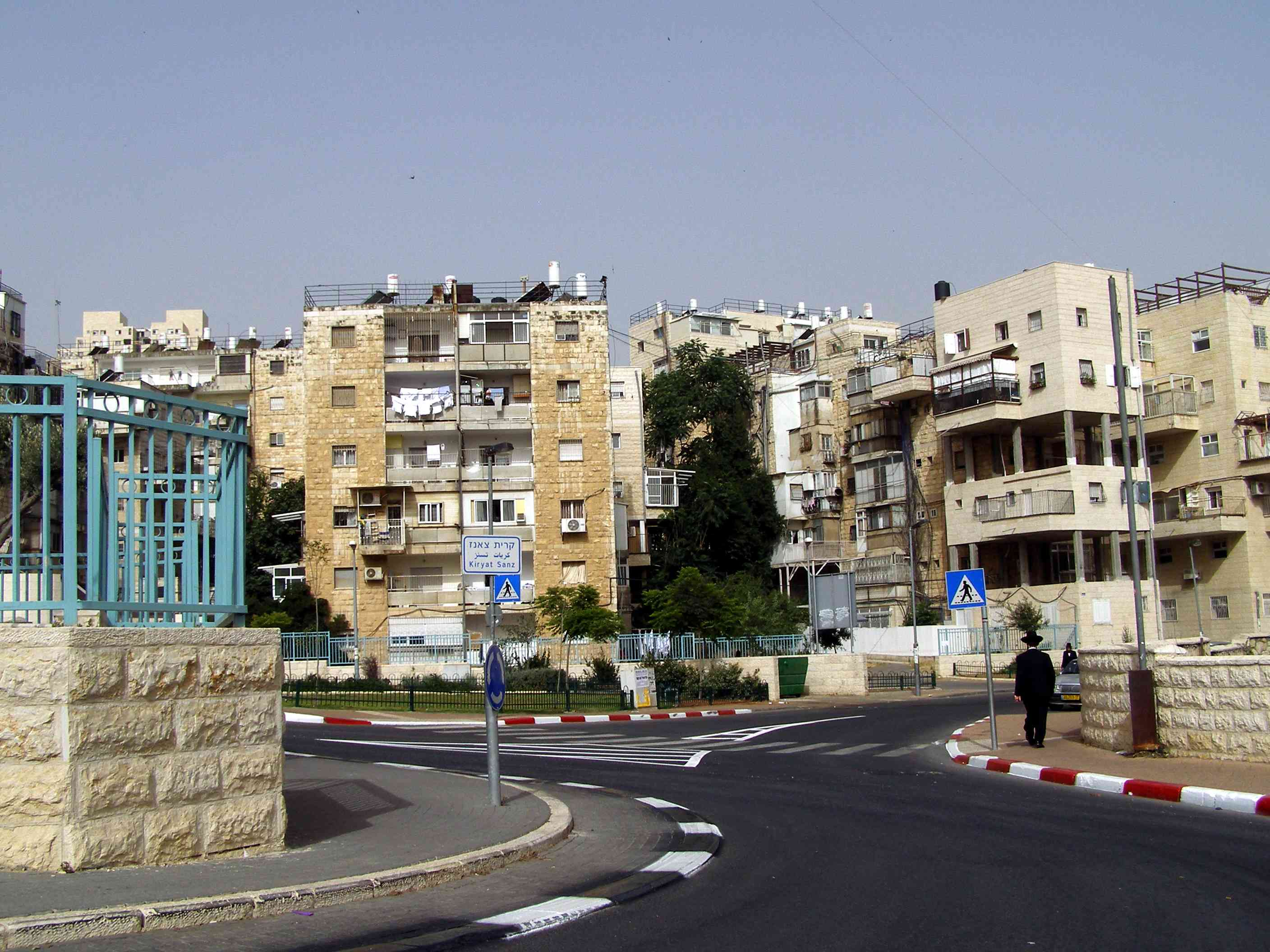
Zástavba v Kirjat Sanz

Kirjat Sanz (též Kirjat Zanz, hebrejsky: קריית צאנז, Kirjat Canz, doslova Sanzské město) je městská čtvrť v severozápadní části Jeruzaléma v Izraeli.

## Geografie
Leží v nadmořské výšce cca 750 metrů, cca 3 kilometry severozápadně od Starého Města. Na jihu s ní sousedí čtvrť Šikun Chabad, na východě Ezrat Tora a Tel Arza, na západě Kirjat Belz. Nachází se na okraji vyvýšené planiny, která dál k severu spadá prudce do údolí potoka Sorek, respektive jeho přítoků Nachal Chajil a Nachal Cofim, v jejichž údolí leží průmyslová zóna a technologický park Har Chocvim. Tímto údolím prochází podél okraje Kirjat Sanz lokální silnice číslo 436 (Sderot Golda Me'ir). Populace čtvrti je židovská.

## Dějiny
Vznikla v roce 1965 pro ultraortodoxní Židy, kteří jsou potomky židovské komunity z města Nowy Sącz v Haliči (dnes Polsko).